# MGM-29 Sergeant
El MGM-29 Sergeant era un misil tierra-tierra estadounidense de combustible sólido y corto alcance desarrollado por el Jet Propulsion Laboratory. Los misiles fueron construidos por Sperry Utah Company. El Sargeant fue el tercero y último de una serie de cohetes JPL para el Ejército de los Estados Unidos cuyos nombres corresponden a la progresión en los rangos de alistados del Ejército, comenzando con Soldado y Cabo.

## En servicio
Activado por el ejército estadounidense en 1962 para reemplazar al MGM-5 Corporal, fue desplegado en Europa y Corea del Sur en 1963, y en unidades alemanas en 1964.
El sistema de armas Sergeant iba a ser reemplazado por el MGM-52 Lance a principios de la década de 1970, pero los retrasos en el Lance hicieron que permaneciera en servicio. El último batallón del ejército estadounidense fue desactivado en 1977. Sergeant Missile Systems generalmente se asignaba al ejército de campaña con la misión de "apoyo general a un cuerpo de ejército".
Se reconoció que la misión del Sargeant era una etapa intermedia en el desarrollo de misiles en el campo de batalla. Evitó los inconvenientes del Cabo en el manejo de combustible líquido, pero aún requirió una extensa configuración y revisión antes del lanzamiento, junto con un tren de vehículos de apoyo para semirremolques. Misiles más avanzados, como el contemporáneo Blue Water y el posterior Lance, reducirían el tiempo de preparación.
El Sargento tenía un empuje de despegue de 200 kilonewtons (45.000 lb f), un peso de despegue de 4.530 kilogramos (9.990 lb), un diámetro de 790 milímetros (31 pulgadas), una longitud de 10,52 metros (34,5 pies) y una envergadura de aletas de 1,80 metros (5 pies 11 pulgadas). El misil Sergeant tenía un alcance mínimo de 40 kilómetros (25 millas) y un alcance máximo de 135 kilómetros (84 millas). Thiokol desarrolló los motores de cohetes Sergeant y las etapas de cohetes Castor derivadas de ellos en el Arsenal de Redstone cerca de Huntsville, Alabama.